# Lepisorus fortunei
Lepisorus fortunei là một loài thực vật có mạch trong họ Polypodiaceae. Loài này được (T. Moore) C.M. Kuo miêu tả khoa học đầu tiên năm 1985.